# Bronislovas Lubys
Bronislovas Lubys (Plungė, 8 ottobre 1938 – Druskininkai, 23 ottobre 2011) è stato un politico lituano, già Primo ministro della Lituania.